# 보성녹차휴게소
보성녹차휴게소(寶城綠茶休憩所, Boseong Nokcha Service Area)는 전라남도 보성군 미력면, 겸백면에 걸쳐 위치한 남해고속도로의 고속도로 휴게소이다. (주) 대보유통에서 운영하고 있다. 휴게소 내의 화장실을 보성군의 특산물인 녹차를 활용한 녹차 테마 화장실로 꾸며 놓았다. 남해고속도로 영암 기점 68km 지점에 위치하고 있으며 양방향 모두 휴게소가 존재한다. 이 휴게소는 2015년 12월 17일 자원봉사 공로를 인정받아 보성군수로부터 표창장을 받았다고 12월 23일 밝힌 바 있다. 2015년 한국도로공사가 실시한 휴게소 국민평가에서 최우수 등급을 취득하였다. 녹차가 유명한 보성군의 지역 특색을 잘 살린 녹차밭 풍경을 담은 사진과 이를 배경으로 촬영을 할 수 있는 포토존 등이 마련되어 있다.

## 시설
- 주차장
- 화장실
- 식당가
- 주유소:알뜰주유소 LPG 충전소:SK가스
- ATM
- 편의점
- 로띠번

## 전후
영암 방향
- 보성 나들목 ← 보성녹차휴게소 ← 벌교 나들목
- 장흥정남진휴게소 ← 보성녹차휴게소 ← 고속도로 종점

순천 방향
- 보성 나들목 → 보성녹차휴게소 → 벌교 나들목
- 장흥정남진휴게소 → 보성녹차휴게소 → 고속도로 종점